# Senna italica
A Senna italica a hüvelyesek (Fabales) rendjébe, ezen belül a pillangósvirágúak (Fabaceae) családjába tartozó faj.

## Előfordulása
A Senna italica eredeti előfordulási területe Afrika legnagyobb része - a szigeti Zöld-foki Köztársaságtól keltre Szomáliáig és délre egészen a Dél-afrikai Köztársaságig -, valamint Ázsia az Arab-félszigettől Indiáig és Srí Lankáig. Ezt a szennafajt gyógynövénynek tartják, emiatt betelepítették a Karib-térségbe, Venezuelába és az Amerikai Egyesült Államokba.

## Alfajai
- Senna italica arachoides (Burch.) Lock
- Senna italica italica
- Senna italica micrantha (Brenan) Lock

## Megjelenése
Évelő, lombhullató növény, mely élőhelytől és példánytól függően 60-200 centiméter magas bokor vagy kis cserje. Habár kis méretű, a törzse és a főbb ágai elfásultak. A fő gyökere mélyen lehatol. A szárnyas levelei ujjasan erezettek. Egy-egy levél 4-6 levélkepárból tevődik össze. A levélke 3-9 milliméter hosszú. A virágzás egész évben megtörténhet, azonban a többség az esős évszak alatt nyílik. A sárga vagy narancssárga virágai 2-25 centiméteres virágzatba tömörülnek. A hüvelyestermése lehet ellipszis vagy félhold alakú; benne akár 11 darab olajzöld, zöld vagy fekete színű mag van. A növény magok által szaporodik.

## Életmódja
A Senna italica a félsivatagok és száraz füves puszták egyik növénye. 1850 méter tengerszint feletti magasságban is fellelhető. Habár a száraz helyeket kedveli, valamilyen vízforrás lehet a közelében. A feltúrt talajokon, elhagyott kertekben és útszéleken könnyen megtelepszik. Mivel jól bírja a forróságot, egész évben nőhet.
E térségek állatainak fontos tápláléka. Főbb kártevői egyes gyökért támadó fonálférgek (Nematoda), valamint a termeszek (Isoptera).

## Képek

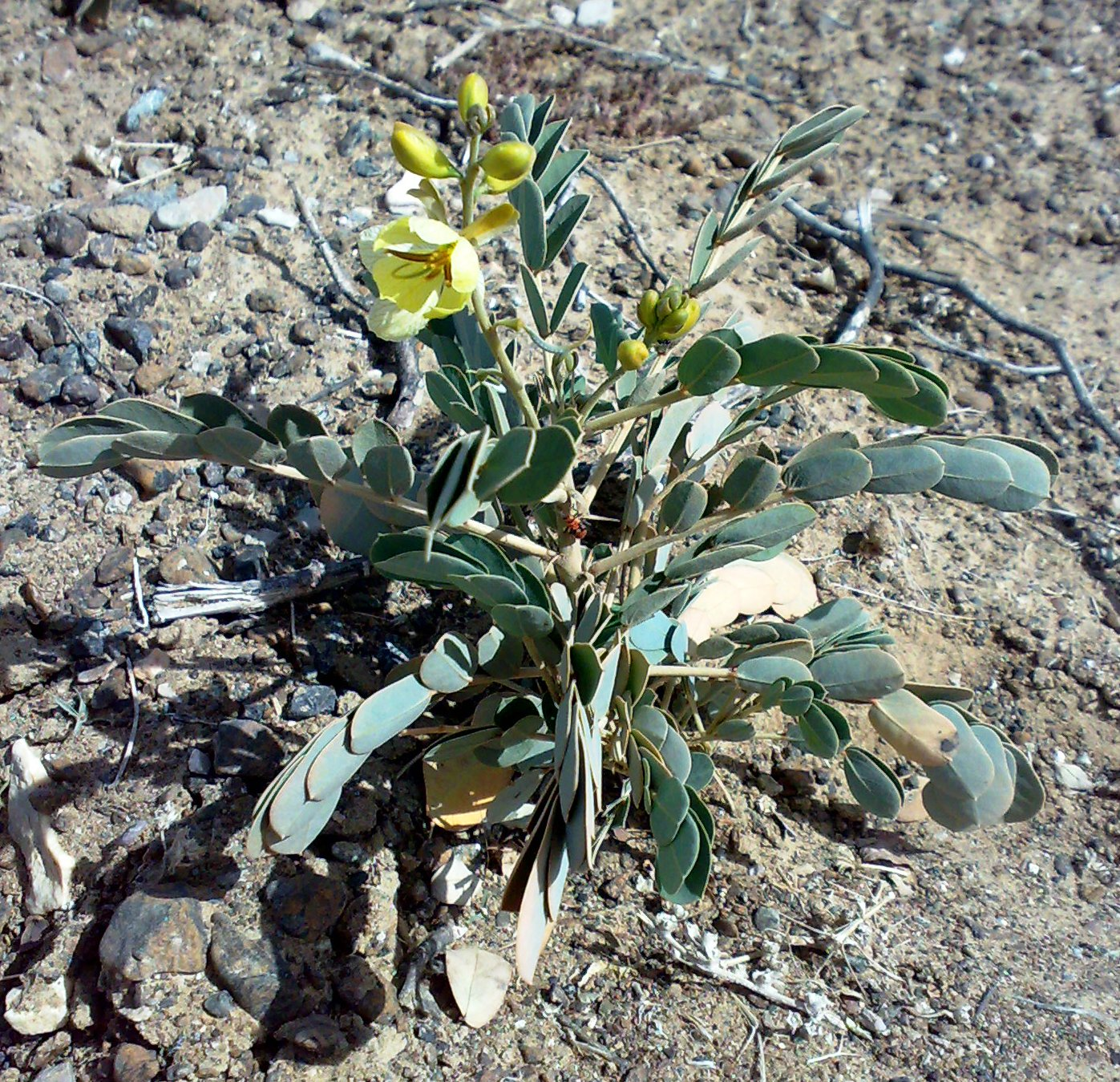
A növény
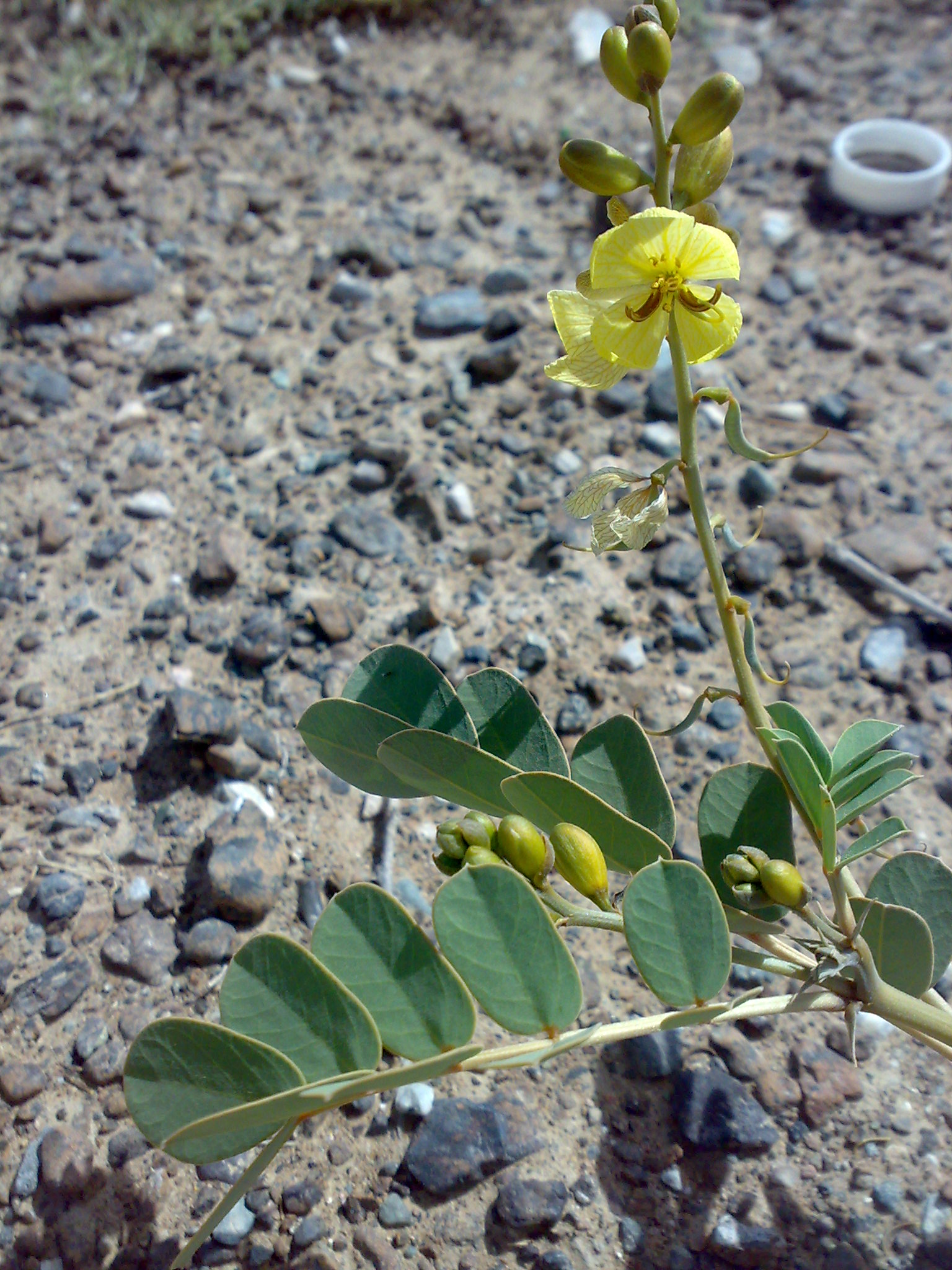
Levélkéi
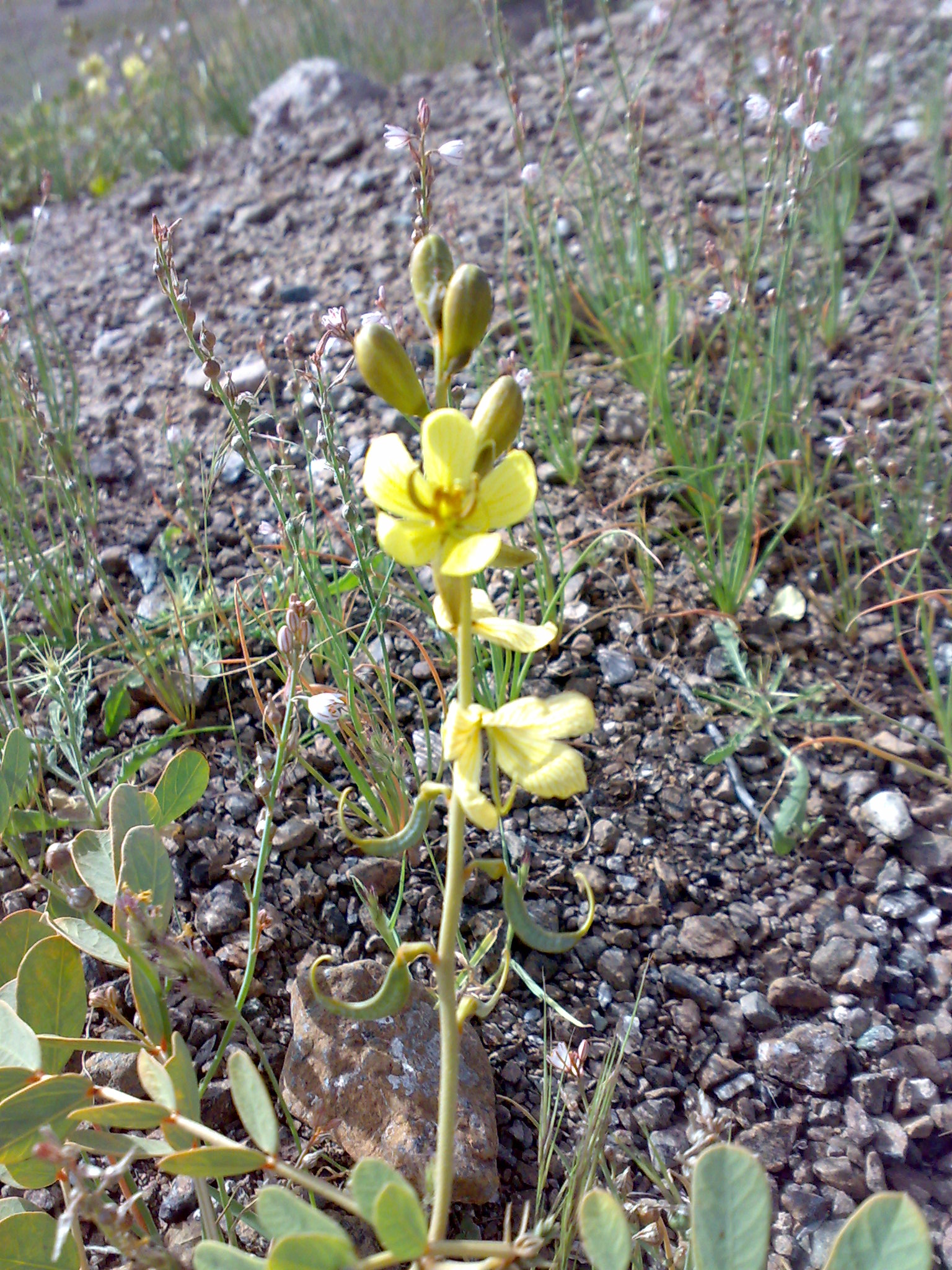
és virágai
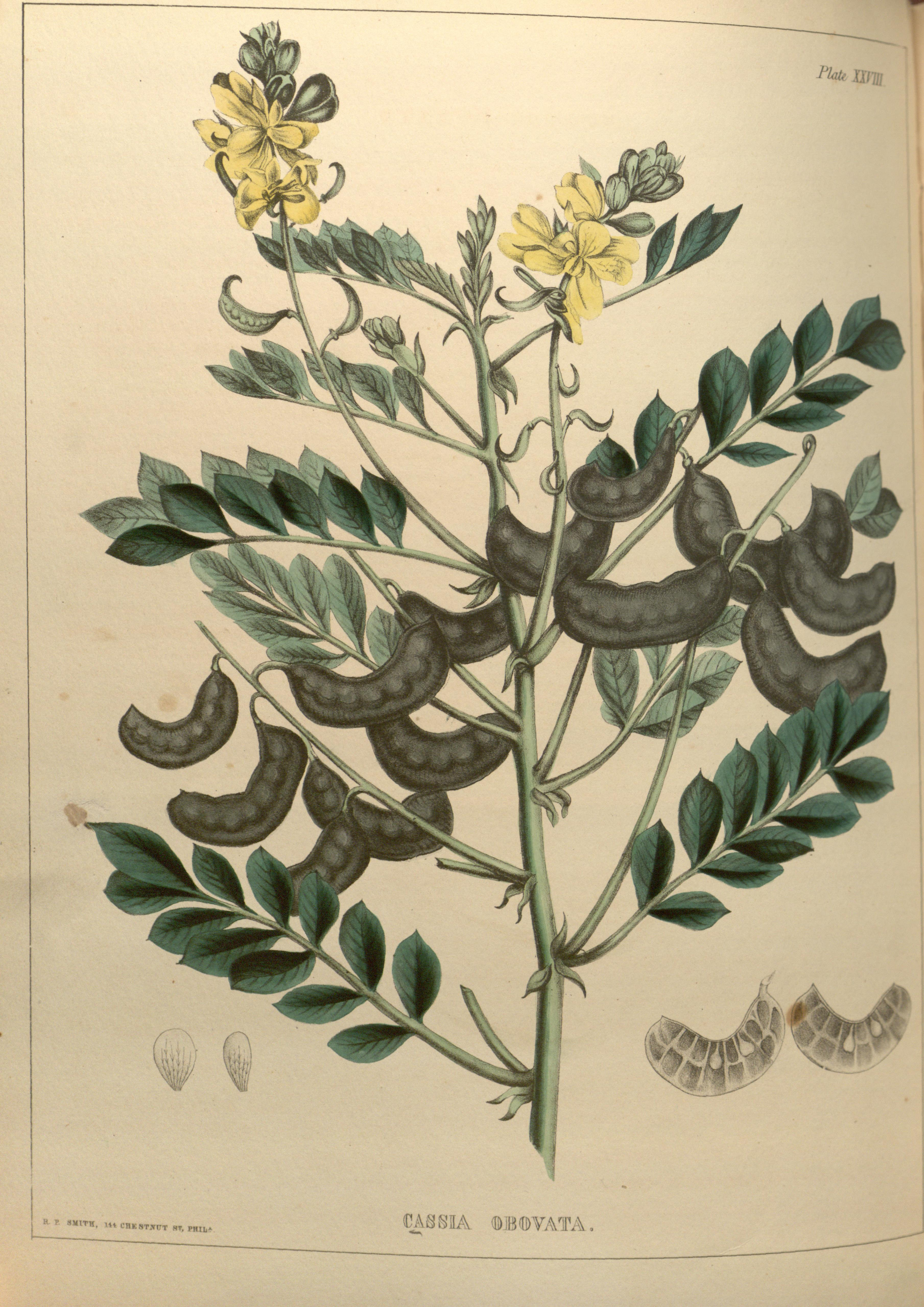
Rajz a növényről

## Fordítás
- Ez a szócikk részben vagy egészben  a   Senna italica című angol Wikipédia-szócikk ezen változatának fordításán alapul.  Az eredeti cikk szerkesztőit annak laptörténete sorolja fel. Ez a jelzés csupán a megfogalmazás eredetét és a szerzői jogokat jelzi, nem szolgál a cikkben szereplő információk forrásmegjelöléseként.